# Zuid-Jemenitische dinar
De Zuid-Jemenitische dinar (Arabisch: دينار) (Arabisch: مؤسسة النقد للجنوب العربي) was de munt van Zuid-Jemen tussen 1965 en 1990. Het was onderverdeeld in 1000 fils (فلس). Na de monetaire unificatie van Jemen op 1 juli 1990 was het een van de twee officiële munteenheden die in het nieuwe land werden gebruikt tot 11 juni 1996.